# 積水金属
鉄道模型メーカーだとすると、もしかして
- 関水金属

ではありませんか？